# Iryna Vilde
Daryna Dmytrivna Polotňuk, rozená Makohon, známější pod pseudonymem Iryna Vilde, ukrajinsky Ірина Вільде (5. května 1907 Černovice – 30. října 1982 Lvov), byla ukrajinská a sovětská spisovatelka a korespondentka. Její díla jsou dnes považována za klasiku ukrajinské literatury.

## Dětství a vzdělání
Iryna Vilde se narodila 5. května 1907 v Černovicích, v tehdejším Rakousku-Uhersku. Jejím otcem byl Dmytro Makohon, učitel a spisovatel, matka Adolphina Janiszewska byla učitelkou. Vilde byla provdána za Jevhena Polotňuka, který byl v roce 1943 popraven gestapem. S Polotňukem měla dvě děti. 
V roce 1927 absolvovala soukromou školu v Ivano-Frankivsku. Následně byla v roce 1930 vyloučena z univerzity v rámci protiukrajinské pacifikační operace, přesto v roce 1932 absolvovala Univerzitu Jana II Kazimíra ve Lvově (dnes Lvovská univerzita). Brzy po ukončení studia byla kvůli hmotné nouzi nucena získat práci v časopise Žinocha dolia (Osud žen) v Kolomyji, kde pracovala až do roku 1939. 

## Literární kariéra
V letech 1930–1939 publikovala řadu povídek a románů ze života západoukrajinské inteligence, maloměšťáků a studentů. První povídka mladé spisovatelky Povist zyttia (Životní příběh) vyšla tiskem v roce 1930. V roce 1935 vydala pod pseudonymem „Iryna Vilde“ román Metelyky na shpyl'kakh (Přišpendlení motýli).
V období války a po sjednocení západní Ukrajiny s Ukrajinskou SSR pokračovala v popisu známých témat rodiny v buržoazní společnosti. Její díla obsahují obrovské množství postav – protagonistů ze všech veřejných sfér Haliče – duchovenstva, zaměstnanců, dělníků, rolnictva, maloburžoazie, ale i informace o činnosti různých stran a veřejných organizací, politice polské správy, hospodářství, školství a kultury. Patří mezi ně antologie povídek Khymerne sertse (Rozmarné srdce, 1936), novely Metelyky na shpyl'kakh (Přišpendlení motýli, 1936), povídky Povnolitni dity (Odrostlé děti, 1939), B'ie vos'ma (Hodiny bijí osm, 1936).
Mezi její poválečná díla patří např. Naši baťky rozišly (Naši rodiče se rozešli, 1946), Iii portret (Její portrét, 1948), Stezhynamy žyttia (Po cestách života, 1949), Ti z Kowalskoi (Ti z Kowalska, 1947), Iabluni zatsvily vdruhe (Jabloně znovu rozkvetly, 1949), Povisti ta opovidannia (Povídky a příběhy, 1949 ), Zhyttia til'ky pochynaiet'sia (Život teprve začíná, 1961), Troiandy i ternia (Růže a trny, 1961), román Sestry Ričynski (Sestry Ričynské, 2 díly, 1958, 1964) a mnoho dalších. Sestry Ričynské jsou nejslavnějším spisovatelčiným dílem.
Byla členkou Svazu spisovatelů.
```
„Aby člověk dosáhl nesmrtelnosti, musí složit dvě zkoušky: jednu před svými současníky, druhou – před dějinami.“ (Vilde).
```

## Ocenění a vyznamenání
Vilde byla laureátkou literární ceny Ivana Franka a Národní ceny Tarase Ševčenka. V roce 1965 jí byl udělen Řád čestného odznaku.

## Úmrtí a odkaz
Vildeová zemřela po dlouhé nemoci 30. října 1982 a byla pohřbena na Lyčakovském hřbitově ve Lvově. Byla zapsána na seznam UNESCO známých osobností 20. století. 